# Crvena rijeka (Azija)
Crvena rijeka izvire u kineskoj provinciji Yunnan. Protječe južnim dijelom Kine i sjeverim Vijetnamom. Ukupno je duga 1149 km. Od toga, kroz Kinu teče dužinom od 639 km, a kroz Vijetnam 510 km.
U Tonkinškom zaljevu utječe u Južno kinesko more. Tvori razgranatu deltu, a oko 60 km prije ušća, u plodnoj delti, smješten je Hanoi, glavni grad Vijetnama.
Najveća pritoka joj je Crna rijeka.

## Vanjske poveznice
|  | Zajednički poslužitelj ima još gradiva o temi Crvena rijeka (Azija) |